# Gulli
Gulli France – francuski kanał tematyczny dla dzieci i rodziny. Kanał dostępny jest bezpłatnie w naziemnej telewizji cyfrowej, nadający w języku francuskim. Nazwa nawiązuje do Podróży Guliwera. Program rozpoczął emisję 18 listopada 2005 roku. Nadaje 24 godziny na dobę przez 7 dni w tygodniu.
Do 21 listopada 2007 dostępny był bezpłatnie w Europie z satelitów Hotbird, a w Polsce był oferowany na satelitarnych platformach cyfrowych Cyfra + i N oraz w sieciach kablowych. Obecnie wszystkie przekazy satelitarne są kodowane i dostępne w ramach płatnych francuskich platform satelitarnych CanalSat (Astra 19.2°E, w tym bez-abonamentowa oferta TNTSAT) i Bis (Hotbird i Atlantic Bird 3). Stacja nadaje też na francuskich kablówkach, w internecie w systemie IPTV i poprzez światłowody. Pod koniec 2008 roku rosyjska platforma cyfrowa NTV+ porozumiała się z założycielem Lagardère Active, że chce uruchomić stacje Gulli w języku rosyjskim i tak 13 września 2009 stacja została uruchomiona w języku rosyjskim. Rosyjskie Gulli nadaje całodobowo w formacie 4:3. Ma oddziały terenowe na Ukrainie, Kazachstanie i Uzbekistanie, ale kanał Gulli Rosja nie są dostępne w tych oddziałach terenowych.

## Programy nadawane w Gulli France

### Kreskówki
- Albert, piąty muszkieter
- Atomówki
- Bakugan: Młodzi wojownicy
- Był sobie człowiek
- Była sobie Ziemia
- Było sobie życie
- Byli sobie odkrywcy
- Były sobie odkrycia
- Calimero
- Cedric
- Dobranocny ogród
- Dom dla Zmyślonych Przyjaciół pani Foster
- Doug Zabawny
- Digimon
- Galactik Football
- Harcerz Lazlo
- Hi Hi Puffy AmiYumi
- Inazuma 11
- Inspektor Gadżet
- Jumanji
- Kosmiczna rodzinka
- Kryptonim: Klan na drzewie
- Księżniczka Nilu
- Mój mały kucyk
- La Linea
- Laboratorium Dextera
- Les Zinzins de l’espace
- Lola i Virginia
- Lucky Luke
- Maja i Miguel
- Mała księżniczka
- Mam rakietę
- Marcelino, chleb i wino
- Mój partner z sali gimnastycznej jest małpą
- My Little Pony: Przyjaźń to magia
- Oggy i karaluchy
- Orson i Olivia
- Podwójne życie Jagody Lee
- Pojedynek Aniołów
- Pokémon
- Przygody Sprycjana i Fantazjo
- Ralf, szczur rekordzista
- Robinson Sucroe
- Robotboy
- Rodzina piratów
- Różowa Pantera
- Sabrina (serial animowany)
- SamSam
- Skunks Fu
- S.O.S. Croco
- Szadoki i wielkie nic
- Szkoła Shuriken
- Tajemnicze Złote Miasta
- Titeuf
- Transformers Animated
- Truskawkowe Ciastko
- Woody Woodpecker
- Yu-Gi-Oh!
- Zwierzofraszki

### Seriale obyczajowe nadawane w Gulli
- Bajer z Bel-Air
- Brzydula Betty
- Być jak Erica
- Byle do dzwonka
- Doktor Quinn
- Dziwne przypadki w Blake Holsey High
- Fraglesy
- Jak dwie krople czekolady
- Jak dwie krople wody
- Jaś Fasola
- Kochane kłopoty
- Kochanie, zmniejszyłem dzieciaki
- Krok za krokiem
- Księżniczka z krainy słoni
- Nastoletni geniusze
- Nowe przygody Supermana
- Power Rangers Samurai

- Power Rangers Megaforce
- Przygody Merlina
- Przygody w siodle
- Sabrina, nastoletnia czarownica
- Snobs
- Uziemieni
- Za wszelką cenę

### Niektóre filmy nadawane w Gulli
- Fantazja 2000
- Rudolf czerwononosy szkoła
- Sherlock Holmes (film 2009)

### Programy rozrywkowe
- Fort Boyard
- Totalna rozgrywka – Wipeout – Wymiatacze

### Produkcje własne
- Trop fort l’animal – program typu Najzabawniejsze zwierzęta świata
- In ze boîte – program typu rozgrywka rodzinna
- L’École des fans – program typu Jaka to melodia?

## Logo stacji
18.11.2005 – 7.04.2010: Owalne koło z zielonym tłem z napisem gulli z białą czcionką. Na ekranie logo jest sam napis gulli i jest na lewym górnym ekranie, i nieprzezroczyste. Wszystkie programy i propozycje były nadawane w formacie 4:3.
8.04.2010 – dziś: Logo podobne do poprzedniego tylko zielone tło jest ciemniejsze. Na ekranie logo w prawym rogu ekranu i wokół nazwy jest owalne koło. Logo jest półprzezroczyste i nadaje w formacie 16:9 a programy nadawane w 4:3 jest zastępowane jako Pillarbox a czasami jako Windowbox. Swój nowy wygląd został zaprojektowany przez agencję Gédéon (Gideon).

## Godziny nadawania
18.11.2005 – 10.12.2007: 06:30 do 23:00
11.12.2007 – 31.08.2008: 06:00 do 23:30
01.09.2008 – dziś: 24 godziny na dobę (06:00-06:00)